# Sergio Arau
Sergio « El Uyuyuy » Arau (né le 14 novembre 1951 à Mexico) est un artiste mexicain : peintre, musicien, dessinateur, ainsi qu'acteur, scénariste et réalisateur de cinéma. Il a créé un nouveau genre pictural : l'Art Nacó. Il est le fils d'Alfonso Arau.

## Biographie
Il a épousé l'actrice Yareli Arizmendi.

## Filmographie
Comme acteur
- 1991 : Un asesino anda suelto de Sergio Pérez Grovas
- 1991 : El muerto de Sergio Pérez Grovas
- 2006 : Marta's Sex Tape d'Anthony R. Stabley

Comme réalisateur
- 1979 : De nommas nosotros
- 1981 : La virgen robada
- 1999 : El muro (court-métrage)
- 1998 : A Day Without a Mexican (court-métrage)
- 2004 : A Day Without a Mexican
- 2007 : Plan B
- 2010 : ¡Naco es chido!

Comme assistant réalisateur
- 1977 : Mojado Power d'Alfonso Arau
- 1979 : La palomilla al rescate de Héctor Ortega

Comme scénariste
- 1979 : De nommas nosotros  de lui-même
- 2004 : A Day Without a Mexican de lui-même
- 2007 : Plan B de lui-même

Comme monteur et caméraman
- 1979 : De nommas nosotros  de lui-même

Autre
- 1989 : Santa sangre d'Alejandro Jodorowsky : designer des tatouages